# Bežanijastadion
Het Bežanijastadion (Servisch: Стадион Бежаније) is een multifunctioneel stadion in Bežanija, stadsdeel van Novi Beograd, een plaats in Servië. 
Het stadion wordt vooral gebruikt voor voetbalwedstrijden, de voetbalclub FK Bežanija Belgrado maakt gebruik van dit stadion. In het stadion is plaats voor 2.000 toeschouwers. 